# Muhammad Ahmad Mahdschub
Muhammad Ahmad Mahdschub (auch Muhammad Ahmad Mahgoub) (* 1908 in ad-Duwaim; † 23. Juni 1976 in Khartum) war Politiker, Anwalt und Schriftsteller. Außerdem war er Premierminister Sudans.
Mahdschub war zuvor von Juli 1956 bis zum Militärputsch im November 1958 Außenminister Sudans. Von 1964 bis zum Mai 1965 war er erneut als Außenminister tätig. Seine erste Amtszeit als Premierminister begann am 10. Juni 1965 und dauerte bis zum 25. Juli 1966.
Seine zweite Amtszeit war vom 18. Mai 1967 und wurde durch einen weiteren Militärputsch am 25. Mai 1969 beendet. Von 1967 bis 1968 war er zugleich zum dritten Mal als Außenminister tätig.
Mahdschub lebte lange Zeit nach seiner politischen Karriere in London, kehrte aber später nach Sudan zurück und starb eines natürlichen Todes in seinem Haus in Khartoum.